# Santibáñez de la Peña

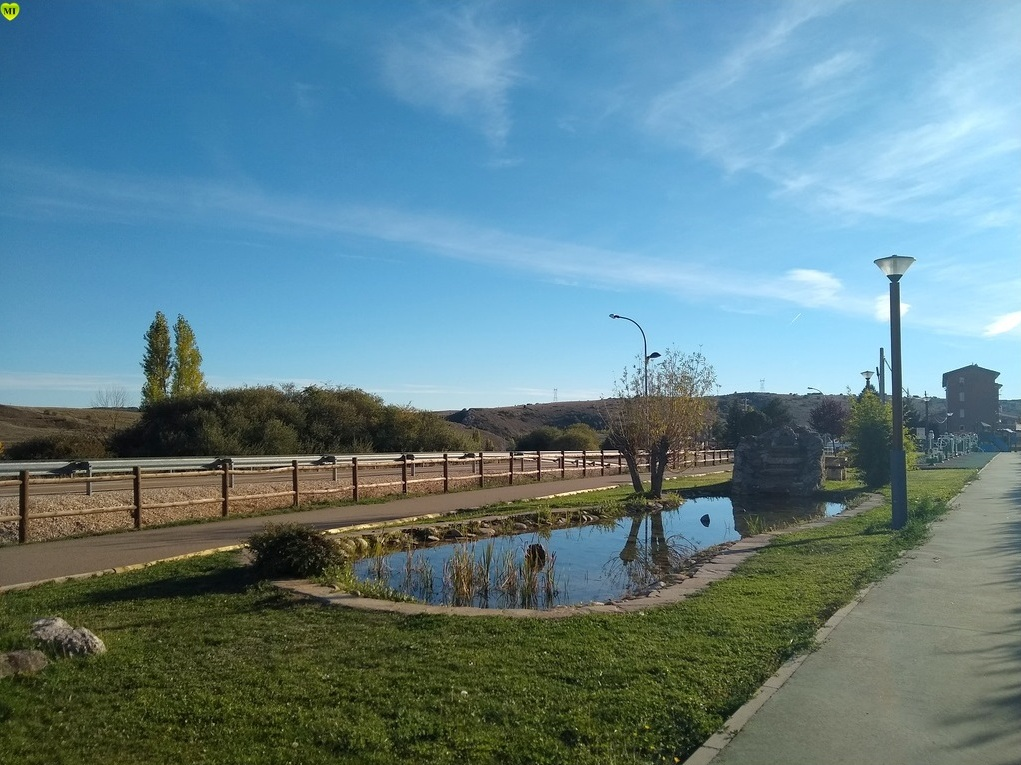
Paseo

Santibáñez de la Peña es un municipio, una pedanía y también una localidad de la provincia de Palencia, comunidad autónoma de Castilla y León, España.

## Historia

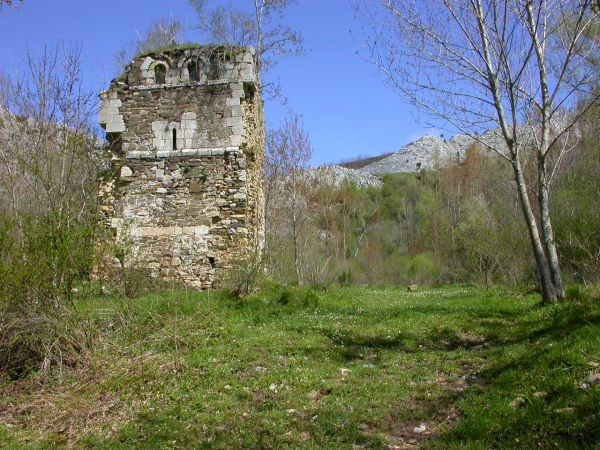
Ruinas del Monasterio de San Román de Entrepeñas, en la imagen se puede apreciar el torreón, único vestigio de su antiguo esplendor.

Santibáñez de la Peña nació a la sombra y bajo los auspicios de un monasterio, San Román de Entrepeñas, y bajo la advocación de las religiosas de uno de los Santos más venerados en dicho monasterio, San Juan Bautista.
En las primeras centurias del primer milenio de nuestra era estas tierras de Santibáñez de la Peña conocieron la presencia romana; en la demarcación de este pueblo y de otros del entorno que componen el actual Ayuntamiento de Santibáñez, se nombran parajes con el topónimo castro; allí hubo un campamento romano, y tales reductos romanos se escalonan entre Cervera y Guardo.
Cuando concluía el primer milenio, según los documentos que operan en el Archivo Histórico Nacional de Madrid, el Monasterio de San Román de Entrepeñas (Santibáñez de la Peña) remozaba su iglesia, porque se había aviejado y necesitaba renovación; esto sucedía en el año 940. Cuando muchas regiones del entorno en estas fechas quedan en la lobreguez de la historia, Santibáñez sonaba al lado de Saldaña con el Conde Diego Muñoz su protector, e incluso antes que el monasterio de San Zoilo de Carrión de los Condes, era el Priorato de Santibáñez de la Peña quien estaba en comunicación con los grandes centros de renovación eclesial, que inmediatamente aceptó la reforma de Cluny; de hecho el archivo parroquial de Santibáñez empieza a funcionar con todas las garantías de certeza y continuidad hasta el momento presente desde 1572, fruto de la reforma tridentina. A finales, pues, del primer milenio cristiano, Santibáñez de la Peña conoció una renovación importante.
Al concluir ya el segundo milenio, aquella iglesia románica cisterciense, ya no cuenta más que con una torre semiderruida. Esta torre, logotipo y emblema del Ayuntamiento de Santibáñez, es un monumento acusador de la incuria del tiempo y de sus habitantes, punto negro en el itinerario del Románico Palentino, que perdió esta joya como consecuencia de la desamortización de Mendizábal.
El Ayuntamiento de Santibáñez de la Peña se constituyó en julio de 1934, tras obtener la segregación del municipio de Respenda de la Peña. En la década de los 30, el crecimiento poblacional e industrial de Santibáñez hacía cada vez más necesaria la instauración de un nuevo Ayuntamiento independiente del de Respenda de la Peña, municipio conformado por aquel entonces por 24 localidades. Esta imperiosa necesidad de segregarse de Respenda se hizo posible en 1934, facilitando así la tramitación de documentos oficiales en un nuevo centro de operaciones más accesibles para todos los pueblos colindantes.
Fueron 15 las localidades que en un principio formaron parte de este recién estrenado Consistorio hasta que en la década de los 50 las poblaciones de Intorcisa y Muñeca abandonaron el clan para anexionarse al Ayuntamiento de Guardo. Durante el siglo XX, fue uno de los núcleos principales de la cuenca minera palentina, con varias explotaciones en el municipio, cerrándose la última de ellas en 1990.

## Geografía humana

### Demografía
Cuenta con una población de 934 habitantes (INE 2024).
| Gráfica de evolución demográfica de Santibáñez de la Peña entre 1842 y 2021 |
| |
| Población de derecho según los censos de población del INE Población de hecho según los censos de población del INEEntre el censo de 1940 y el anterior, aparece este municipio porque se segrega del municipio 34151 (Respenda de la Peña) Entre el censo de 1857 y el anterior, este municipio desaparece porque se integra en el municipio 34151 (Respenda de la Peña) |

| 1900 | 1910 | 1920 | 1930 | 1940 | 1950 | 1960 | 1970 | 1981 | 1991 | 2001 | 2011 | 2017 | 2018 |
| -    | -    | -    | -    | 3760 | 3872 | 3765 | 3147 | 1984 | 1680 | 1500 | 1231 | 1060 | 1044 |

## Administración y política

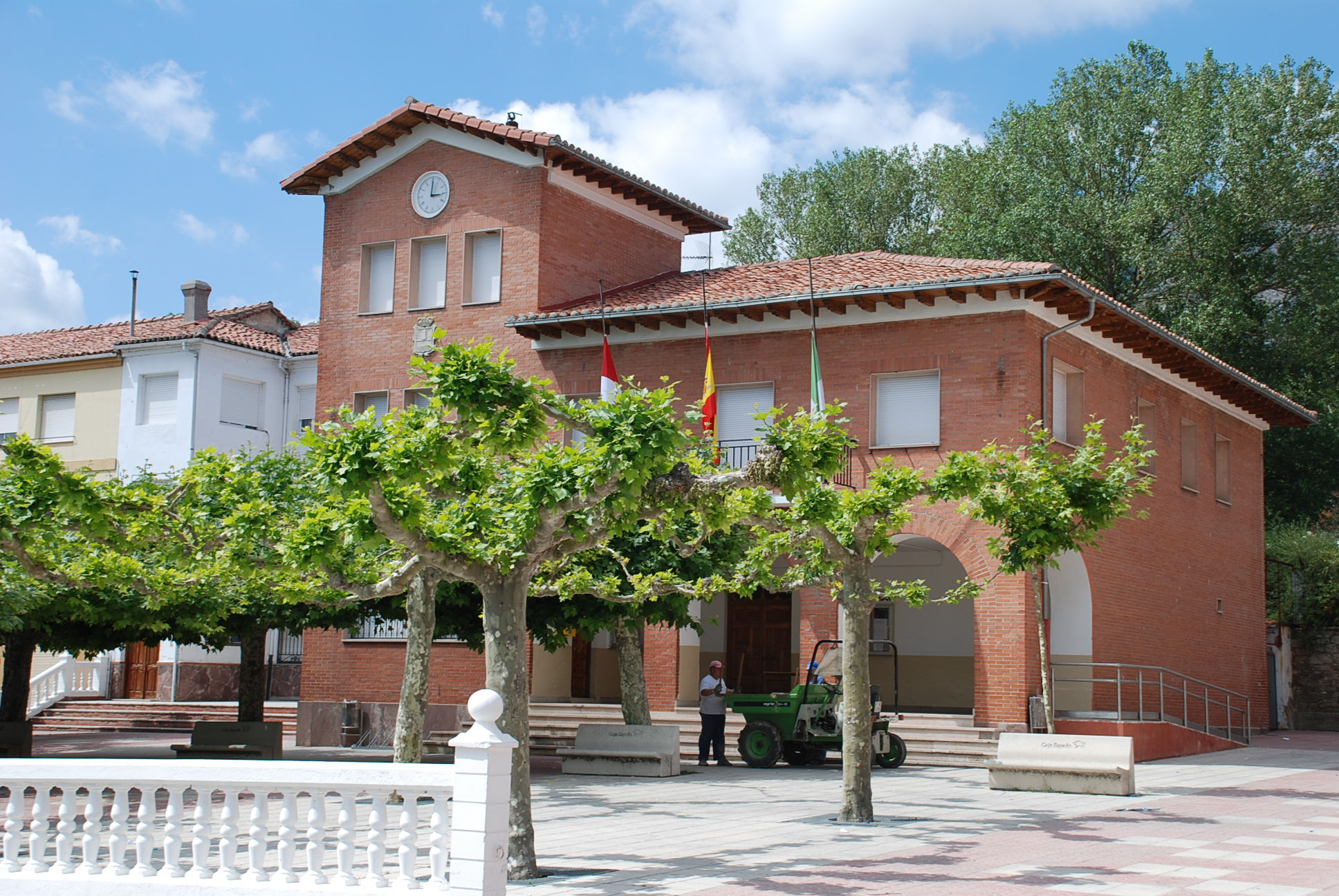
Casa consistorial

El municipio de Santibáñez de la Peña comprende las pedanías de:
- Aviñante de la Peña
- Cornón de la Peña
- Las Heras de la Peña
- Pino de Viduerna
- Santibáñez de la Peña
- Tarilonte de la Peña
- Velilla de la Peña
- Viduerna de la Peña
- Villafría de la Peña
- Villalbeto de la Peña
- Villanueva de Arriba
- Villaoliva de la Peña
- Villaverde de la Peña

## Patrimonio

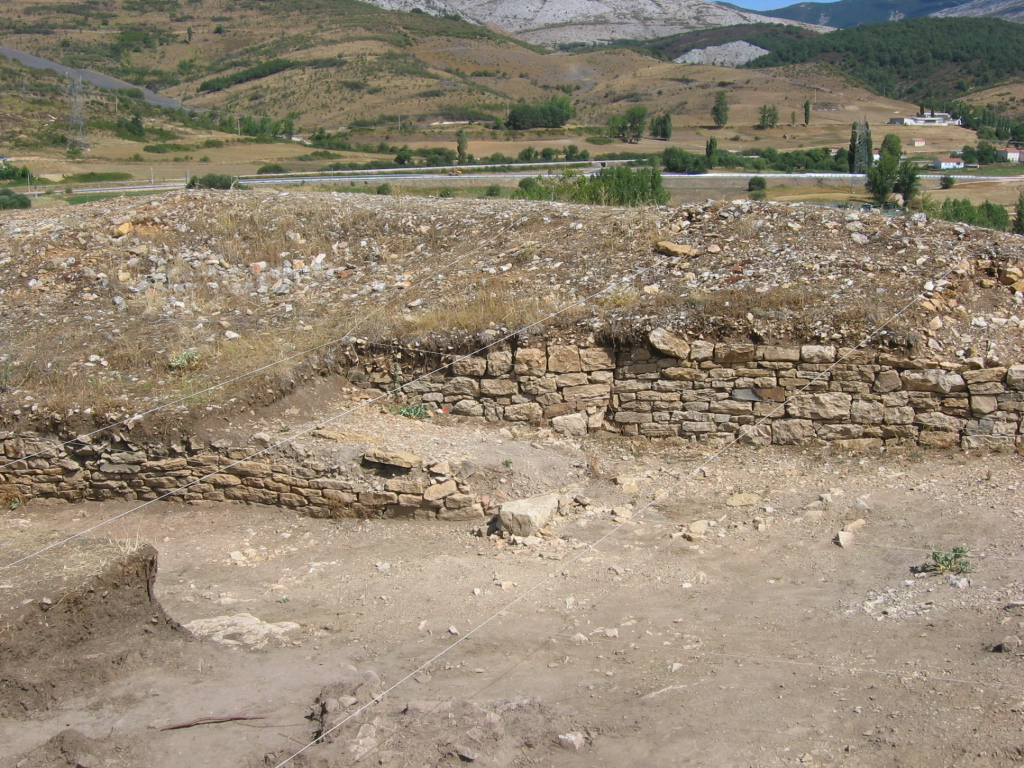
Castro de La Loma. Detalle de la puerta interior del castro cántabro de La Loma. Se puede observar en la falta de continuidad de las hileras, como la puerta ha sido tapiada, ante el asedio sufrido por las legiones romanas en las guerras cántabras (del 29 al 19 a. C.).

- Castro de La Loma: Castro cántabro con restos de murallas, fosos y campamentos romanos que asediaron y destruyeron este importante centro indígena de la Edad del Hierro durante las guerras cántabras.[4]
- Santuario de la Virgen del Brezo.
- Las iglesias de los 13 pueblos pertenecientes al municipio
- Monasterio de San Román de Entrepeñas: Los restos de la Torre del antiguo Monasterio Benedictino de 'San Román de Entrepeñas', del siglo X
- Parajes naturales de Sierra del Brezo, pico del Fraile, Peña la Virgen, manantial de Villafría de la Peña, y cuevas sin explorar.

## Cultura

### Festividades
Fiestas patronales: 25 de junio (San Juan), 20 de julio (San Jerónimo) y 21 de septiembre (Romería Santuario Virgen del Brezo).

## Véase también

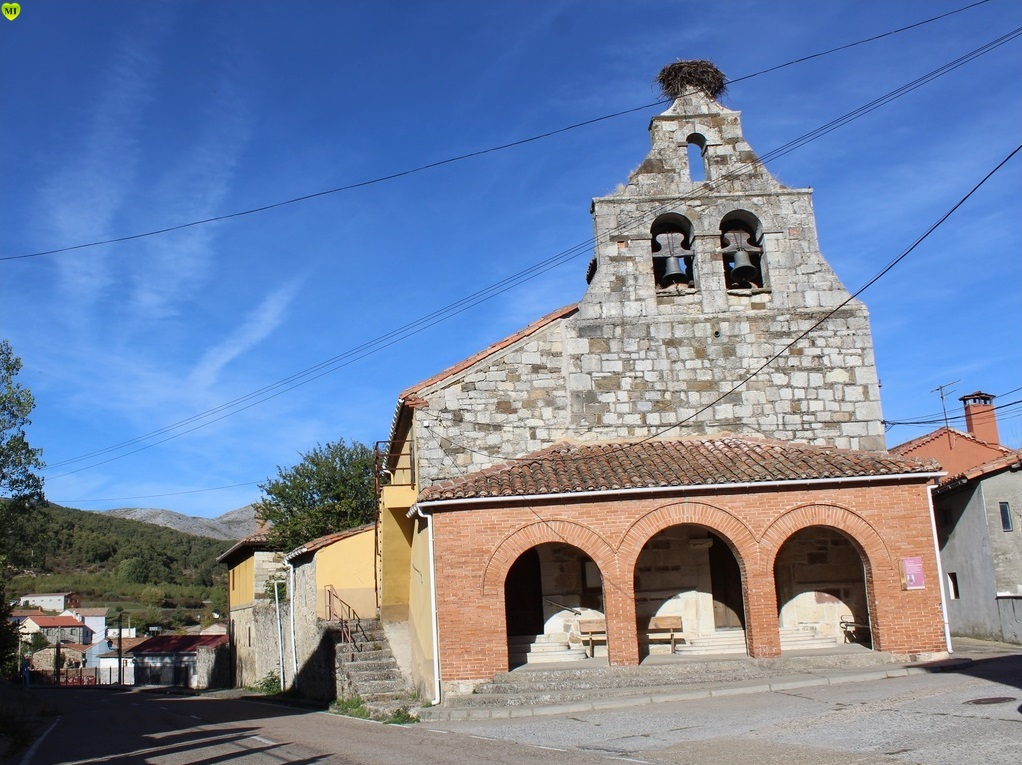
Iglesia parroquial